# Устинов, Дмитрий Фёдорович
Дми́трий Фёдорович Усти́нов (17 (30 октября) 1908, Самара, Российская империя — 20 декабря 1984, Москва, РСФСР, СССР) — советский государственный деятель. Маршал Советского Союза (1976). Герой Советского Союза (1978). Дважды Герой Социалистического Труда (1942, 1961). Кавалер одиннадцати орденов Ленина.
Народный комиссар и министр вооружения СССР (1941—1953), министр оборонной промышленности СССР (1953—1957). Министр обороны СССР (1976—1984). Член ЦК КПСС (1952—1984), секретарь ЦК КПСС (1965—1976), член Политбюро ЦК КПСС (1976—1984).

## Биография

### Ранние годы
Дмитрий Фёдорович Устинов родился 17 (30) октября 1908 года в Самаре в семье рабочего.
Трудовую деятельность начал с 10 лет.
В 1922 году вступил добровольцем в Красную армию, телефонистом (отряды ЧОН) в Самарканде. В 1923 году вступил в 12-й Туркестанский полк. Участвовал в боевых действиях против повстанцев в Средней Азии.
После демобилизации в 1923 году учился в профессионально-технической школе в городе Макарьеве Костромской губернии.
В ноябре 1927 года вступил в ВКП(б), окончил профтехшколу в Макарьеве.
1927—1929 годы — слесарь на Балахнинском бумажном комбинате, затем на фабрике им. Фёдора Зиновьева в Иваново-Вознесенске.
В 1929 году поступил на инженерно-механический факультет Иваново-Вознесенского политехнического института. Был избран секретарём комсомольской организации, членом партийного бюро института. Затем
перевёлся в МВТУ имени Баумана. В 1932 году его группа в полном составе была направлена на укомплектование вновь созданного Военно-механического института (ныне — БГТУ «Военмех» имени Д. Ф. Устинова), который он окончил в 1934 году.
C 1934 года — инженер-конструктор, начальник бюро эксплуатации и опытных работ в Ленинградском Артиллерийском научно-исследовательском морском институте.
С 1937 года — инженер-конструктор, заместитель главного конструктора, директор завода «Большевик» (ныне Обуховский завод).
В предвоенное время на ряд предприятий Ленинграда поступило новейшее импортное оборудование, установка которого затянулась. В этой связи директоров, в том числе Устинова, вызвали на Политбюро ЦК ВКП(б). Побывавшая на предприятиях комиссия продемонстрировала фотоснимки пустовавших цехов и неустановленного оборудования, на что И. В. Сталин потребовал ответа. Устинов предъявил свои снимки, сделанные через день после отъезда комиссии — оборудование уже было установлено и давало продукцию.

### Великая Отечественная война
9 июня 1941 — 15 марта 1946 года — нарком вооружения СССР. Назначен на должность вместо арестованного Б. Л. Ванникова. По утверждению сына Берия Серго, назначение Устинова на должность наркома вооружения состоялось по рекомендации Лаврентия Берии. Был одним из организаторов эвакуации в СССР во время Великой Отечественной войны промышленности на восток. Борис Ванников был внезапно освобождён 20 июля 1941 года и назначен заместителем народного комиссара вооружения Устинова. Б. Е. Черток в своих воспоминаниях рассказывал историю освобождения Б. Л. Ванникова как в высшей степени необыкновенную и очень похожую на легенду. По его словам, это было связано с тем, что через месяц войны начались сильные перебои с поставками боеприпасов, и Сталину пришлось освободить Ванникова, в результате Ванников проработал с Устиновым на протяжении всей войны.
Огромную роль во время войны играло производство вооружения. Д. Ф. Устинов возглавлял плеяду талантливых инженеров, конструкторов и руководителей производства. Проявил себя как знающий, хорошо владеющий делом руководитель. Благодаря его усилиям была блестяще организована работа всего ВПК СССР.
Указом Президиума Верховного Совета СССР «О присвоении звания Героя Социалистического Труда товарищам Быховскому А. И., Ванникову Б. Л., Гонор Л. Р., Еляну А. С., Новикову В. Н. и Устинову Д. Ф.» от 3 июня 1942 года «за выдающиеся заслуги в деле организации производства, освоение новых видов артиллерийского и стрелкового вооружения и умелое руководство заводами» удостоен звания Героя Социалистического Труда с вручением ордена Ленина и медали «Серп и Молот».

### После войны
В 1945 году Д. Ф. Устинов и его первый заместитель В. М. Рябиков посетили институт «Рабе» (Германия), по результатам этой поездки в 1946 году родилась идея создания ракетной отрасли.

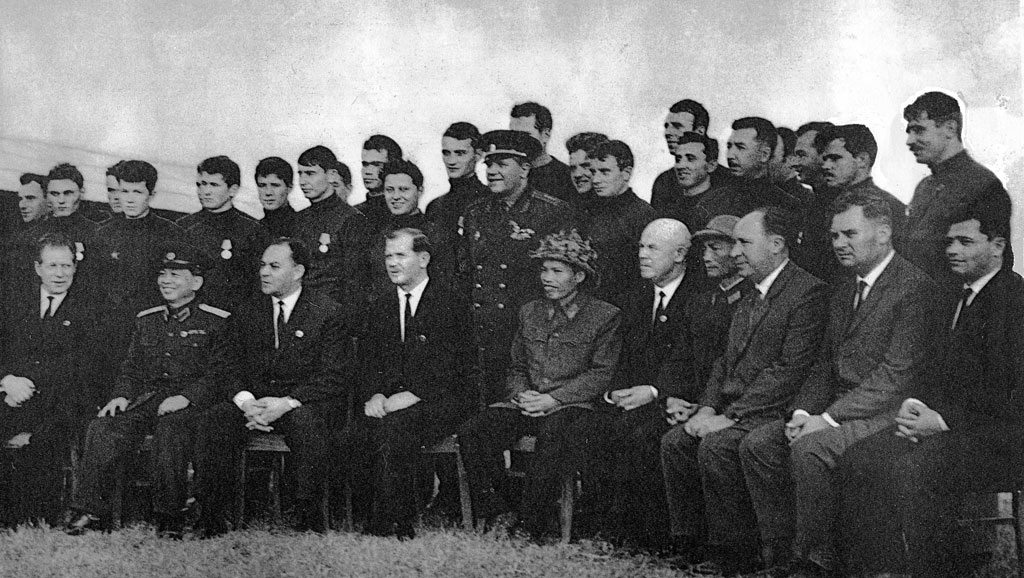
Д. Ф. Устинов (крайний слева) после вручения боевых наград участникам войны во Вьетнаме. Ханой, январь 1966

15 марта 1946 года — 15 марта 1953 года — Министр вооружения СССР. Уже министром он претворил в реальность идею советского ракетостроения и стал заместителем председателя Комитета № 2, который был организован специальным постановлением ЦК и Совета министров СССР от 13 мая 1946 года № 1017—419.
Как министр Д. Ф. Устинов активно участвовал в ракетном проекте. Было создано седьмое Главное управление Министерства обороны СССР, которое всецело занималось ракетным проектом. Его главой был назначен С. И. Ветошкин, с которым Д. Ф. Устинов нашёл взаимопонимание в оценке важности ракетной техники.
С 19 марта 1953 по 14 декабря 1957 года — министр оборонной промышленности СССР.
В 1955 году приказом министра обороны СССР признан состоящим на действительной военной службе с момента присвоения ему воинского звания.
Во время выступления так называемой Антипартийной группы Молотова, Маленкова, Кагановича и примкнувшего к ним Шепилова, предпринявших попытку сместить Хрущёва, Устинов был в числе тех, кто выступил в его защиту.
21 июня 1957 года в числе «московской» группы членов ЦК КПСС подписал заявление в Президиум ЦК КПСС с просьбой собрать Пленум ЦК КПСС, на который вынести вопрос о снятии Н. С. Хрущёва с должности Первого секретаря ЦК КПСС.
14 декабря 1957 года — 13 марта 1963 года — заместитель председателя Совета министров СССР, председатель Комиссии Президиума Совета министров СССР по военно-промышленным вопросам. Подписал распоряжение об организации физико-математических школ при ведущих университетах СССР. За подготовку первого полёта человека в космос (Ю. А. Гагарин, 12 апреля 1961 года) удостоен звания Героя Социалистического Труда (указ не публиковался).
13 марта 1963 года — 26 марта 1965 года — первый заместитель председателя Совета министров СССР, Председатель Высшего Совета народного хозяйства СССР Совета министров СССР.
26 марта 1965 года — 26 октября 1976 года — Секретарь ЦК КПСС.

### Министр обороны СССР

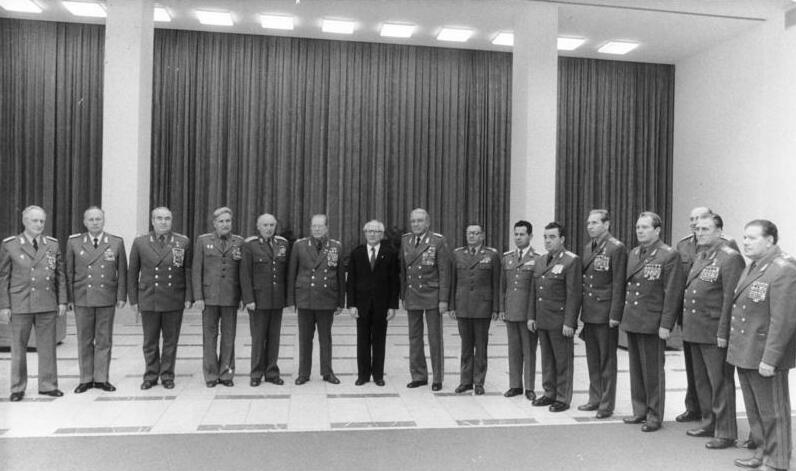
В центре Д. Ф. Устинов, Э. Хонеккер, министр обороны ГДР Х. Гофман и высшие офицеры ВС СССР, ВС ПНР, ВНА, ЧСНА и ННА ГДР. Берлин, 1983

29 апреля 1976 года — 20 декабря 1984 года — министр обороны СССР.
Маршал Советского Союза Дмитрий Устинов входил в неофициальное, «малое», Политбюро ЦК КПСС, в котором участвовали старейшие и самые влиятельные члены руководства СССР: Генеральный секретарь ЦК КПСС Брежнев, председатель Совета министров СССР Косыгин (затем — Николай Тихонов), секретарь ЦК КПСС и главный идеолог КПСС Суслов, председатель КГБ, а в дальнейшем секретарь ЦК КПСС Андропов, министр иностранных дел Громыко, секретарь ЦК КПСС Черненко. В «малом» Политбюро принимались важнейшие решения, которые затем формально утверждались на голосовании основного состава Политбюро, где голосовали иногда заочно. При принятии решения о вводе советских войск в Афганистан Устинов поддержал Андропова и Громыко, и ввод войск в Афганистан был решён. По другим данным, был вместе с Брежневым против ввода советских войск в Афганистан, что маловероятно, так как впоследствии Брежнев именно Устинову предъявлял претензии о не заканчивающейся войне, которую Устинов обещал закончить за пару месяцев.
Поддержал избрание Андропова, а потом и Черненко на должность Генерального секретаря ЦК КПСС соответственно в 1982 и 1984 году.

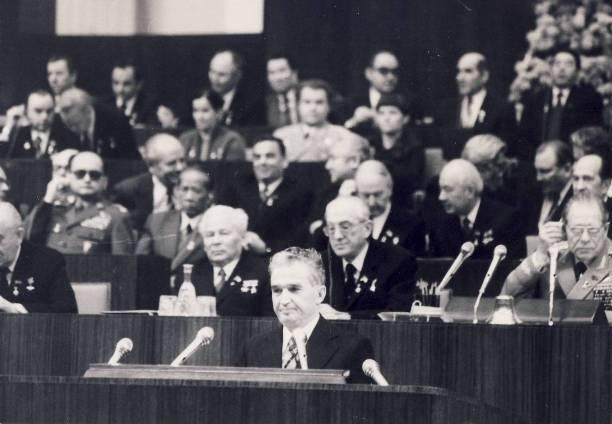
В президиуме К. У. Черненко, Ю. В. Андропов, Д. Ф. Устинов (крайний справа). На трибуне Н. Чаушеску. 1982

Согласно Леониду Млечину, указывающему Устинова самым влиятельным членом Политбюро после смерти Андропова, Горбачёв выражал готовность его поддержать как генерального секретаря ЦК КПСС.
На учениях «Щит-84», проходивших в сентябре 1984 года с участием министров обороны стран Варшавского договора подхватил болезнь, ставшую для него роковой. Также вскоре после учений, 15 января 1985 года, меньше чем через месяц после смерти Устинова, умер также участвовавший в учениях министр обороны ЧССР М. Дзур.
Генерал-лейтенант Иван Устинов вспоминал: «На последнем учении, после которого его на самолёте отправили больным, мы сидели в его резиденции с 9 до 3 утра. Он всем интересовался — и делами, и в персональном плане… В конце концов я ему напомнил: „Дмитрий Фёдорович, пора и отдохнуть, ведь по плану в 9 часов утра начало учения“. — „Иван Лаврентьевич, не беспокойтесь, я сталинской закалки“. Да вот видите…»
В связи с тяжёлой болезнью Устинова парад 7 ноября 1984 года принимал его заместитель С. Л. Соколов, ставший его преемником на должности министра обороны СССР.

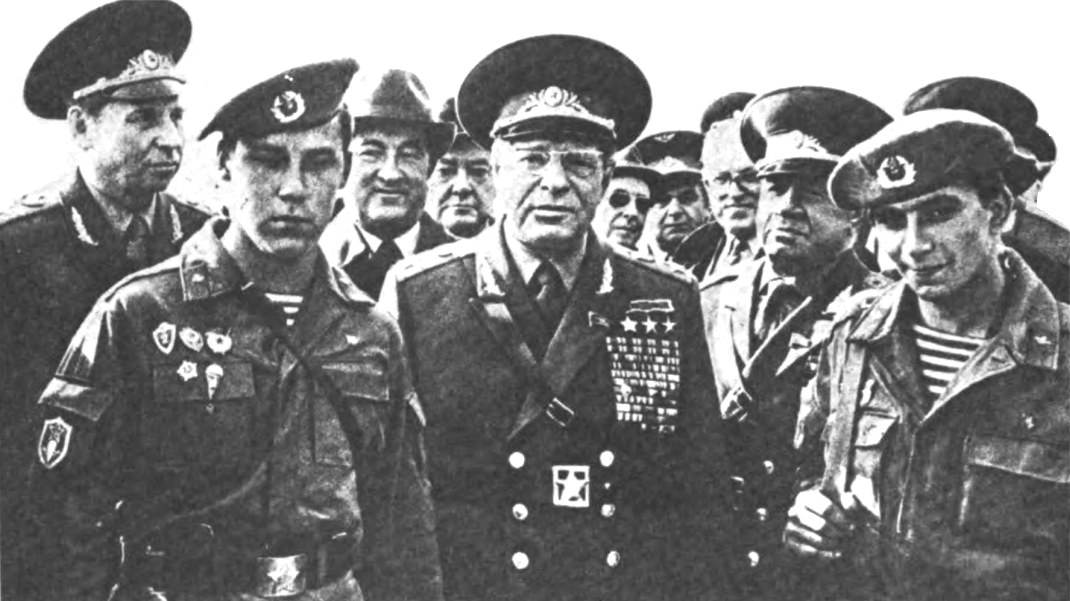
Д. Ф. Устинов на военных учениях «Запад-81». Апрель 1982

Член ВКП(б)—КПСС с 1927 года. Член ЦК КПСС в 1952—1984 годах, член Политбюро ЦК КПСС в 1976—1984 годах (кандидат в члены Президиума — Политбюро ЦК КПСС в 1965—1976 годах). Делегат XVIII, XIX, XX, XXI, XXII, XXIII, XXIV, XXV и XXVI съездов ВКП(б) — КПСС.
Депутат Верховного Совета СССР в 1946—1950 и 1954—1984 годах. Депутат Верховного Совета РСФСР в 1967—1984 годах. Среди членов Политбюро 1970—1980-х годов отличался тем, что спал по 4—4,5 часа. Был исключительно энергичен, предприимчив, очень быстро решал задачи управления и руководства предприятиями.
Скончался 20 декабря 1984 года от скоротечной тяжёлой пневмонии. Похоронен на Красной площади: тело кремировано, урна с прахом замурована в Кремлёвскую стену. Его захоронение стало последним, проведённым таким способом.

## Семья
Отец — Фёдор Сысоевич Устинов, рабочий.
Мать — Ефросинья Мартыновна Устинова.
Старший брат — Пётр Фёдорович Устинов (21 декабря 1890 — 2 апреля 1938), член партии эсеров, участник Гражданской войны, в 1918 был замкомандира 1-го Симбирского полка 24-й Железной дивизии Г. Д. Гая. Позже жил в Ленинграде, был репрессирован.
Брат — Иван Фёдорович Устинов, участник гражданской войны, погиб весной 1918 года.
Брат — Николай Фёдорович Устинов, участник гражданской войны.
Жена — Таисия Алексеевна Брыкалова-Устинова (12 апреля 1908 — 30 ноября 1975), уроженка Шуи, из семьи ткачихи и рабочего, окончила рабочий факультет Иваново-Вознесенского политехнического института по специальности «химик-технолог», работала преподавателем МВТУ имени Н. Э. Баумана. Похоронена в Москве на Новодевичьем кладбище (участок № 6).
- Сын — Николай (детское имя Рэм) Дмитриевич Устинов (1931—1992), советский учёный, радиофизик и радиотехник, генеральный директор и генеральный конструктор НПО «Астрофизика», специалист по военному использованию лазера, Герой Социалистического Труда, член-корреспондент АН СССР[14][15]. Похоронен рядом с матерью и сестрой в Москве на Новодевичьем кладбище (участок № 6).
- Дочь — Вера Дмитриевна Устинова (1940—1989), заслуженная артистка РСФСР (1977), хористка Государственного академического русского хора имени А. В. Свешникова, преподавала пение в Московской консерватории. Скончалась после тяжёлой и продолжительной болезни. Похоронена рядом с матерью в Москве на Новодевичьем кладбище (участок № 6).
  - Зять — Александр Евгеньевич Немцов (1939—2005), родился в Харькове (УССР), контр-адмирал, сотрудник Научно-технического комитета ВМФ. Похоронен рядом с женой и тёщей в Москве на Новодевичьем кладбище (участок № 6).
  - Внук — Дмитрий Александрович Немцов
  - Внук — Сергей Александрович Немцов

## Доктрина Устинова

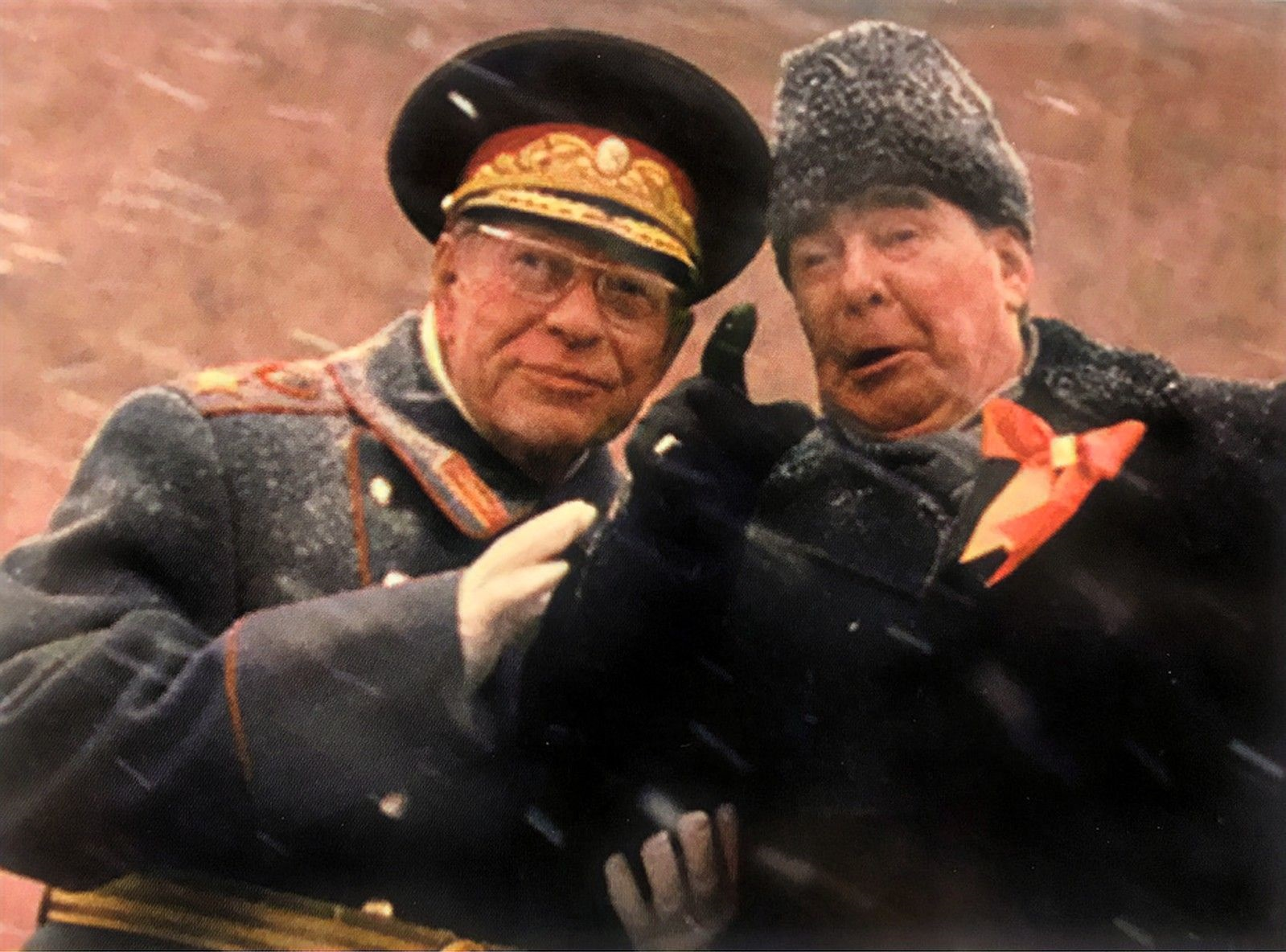
Маршал Советского Союза Д. Ф. Устинов и Генеральный секретарь ЦК КПСС Л. И. Брежнев на трибуне мавзолея. 1979

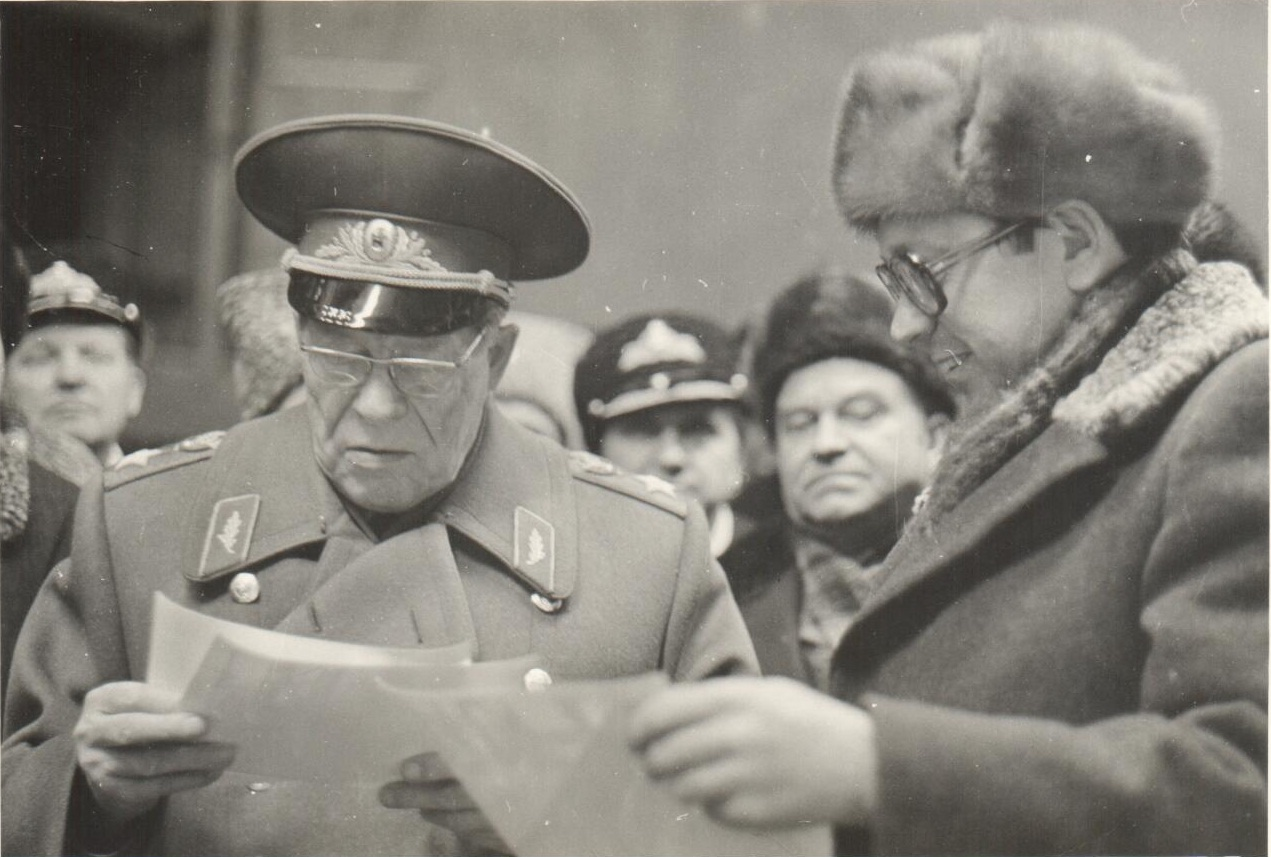
Д. Ф. Устинов на судоремонтном заводе «Нерпа». 1983

Назначение Устинова министром обороны СССР в 1976 году привело к существенным подвижкам в Советской армии и в советской военной доктрине. Прежде основной упор делался на создание мощных бронетанковых сил в соответствии со сценариями «неядерного конфликта высокой интенсивности» в Центральной Европе и на Дальнем Востоке.
При Устинове больший упор делается на тактическое и оперативно-тактическое ядерное оружие (теория «укрепления евростратегического направления»). В соответствии с ней в 1976 году началась плановая замена моноблочных ракет средней дальности Р-12 (SS-4) и Р-14 (SS-5) на новейшие РСД-10 «Пионер» (SS-20). В 1983—1984 годах в дополнение к ним СССР развернул на территории Чехословакии и ГДР оперативно-тактические комплексы ОТР-22 и ОТР-23 «Ока», которые позволяли поражать цели на всей территории ФРГ. На этой основе аналитики США и НАТО делали вывод, что СССР готовится к ограниченному ядерному конфликту в Европе.
Согласно доктрине Устинова, предусматривалось размещение РС-20 на Чукотке, откуда в их зоне поражения оказывалась территория Аляски и северо-западная часть Канады. При обнаружении первых признаков начала ядерного нападения НАТО предусматривался упреждающий ракетно-ядерный удар, для чего отрабатывались наступательные операции на европейском театре военных действий. Целью ставилось взломать глубоко эшелонированную оборону Североатлантического блока на глубину 50—100 км вдоль линии фронта. Ударные армейские группы пяти фронтов планировалось направить в наступление на Западную Германию. В ходе первого этапа — стремительного наступления 14-я армия, базировавшаяся в Молдавской ССР (Приднестровье), должна была совершить бросок в Турцию, взять под контроль Черноморские проливы, тем самым обеспечив прохождение кораблей Черноморского флота в Средиземноморье, силами военных моряков планировалось захватить Италию. За 13—15 дней советские войска должны были овладеть территорией ФРГ, Дании, Голландии, Бельгии и выдвинуться на границу с Францией. Второй этап операции в Западной Европе предполагалось вести силами двух новых фронтов. Первый фронт должен был нанести удар в направлении Нормандии (Франция), второй фронт в это время выходил бы к границам Испании. Вся операция по разгрому войск НАТО в Европе, установлению советского контроля над материковой Европой и выводу Франции из войны должна была по плану Устинова занять 30—35 дней. Несмотря на уверенность Генштаба Вооружённых сил СССР в осуществимости плана, неясность состояла в том, как затем распорядиться плодами военного успеха, управлять и содержать в рамках порядка завоёванные территории с многомиллионным нелояльным населением.

## Мнения и оценки
Дмитрий Фёдорович даже на самом высоком посту не стеснялся учиться и настойчиво заставлял учиться своих подчинённых. Уже будучи министром обороны, он поручил мне прочесть ему и коллегии министерства цикл лекций о принципах построения сложных информационных систем стратегического назначения, методах обеспечения высочайшей достоверности стратегической информации, современных и перспективных технических средствах этих систем, их алгоритмическом и программном содержании. Он был самым активным слушателем этих лекций и, по-моему, уже в моё отсутствие устроил своим ближайшим подчинённым нечто вроде экзамена. — Из воспоминаний В. Г. Репина, главного конструктора СПРН и СККП в 1970—1987 гг.

 Одним из столпов профессионального успеха Устинова были его личные качества и способности, прежде всего уникальная работоспособность и энергия. По воспоминаниям соратников, он буквально выматывал своих подчинённых почти круглосуточной работой, стремился самолично изучить технические детали и организацию подведомственных ему производств, в первую очередь ракетной техники. Но всё же эти качества удачно дополнялись и элементом везения на ранних стадиях карьеры, и личным благоволением Сталина. — Быстрова Ирина Викторовна, Институт российской истории РАН

 … Устинов зациклился на оборонной промышленности и не хотел никак помогать экономике страны. Он внёс большой вклад в дело победы над фашизмом, но в то же время, я думаю, он нанёс урон нашей экономике, когда с его подачи брежневское руководство не жалело ничего для обороны, даже благосостояния трудящихся. — Н. Г. Егорычев

… особенно мне <…> запомнился молодой (в 1941 году ему было все лишь 33 года) нарком вооружения Дмитрий Фёдорович Устинов…. Не знаю, когда он спал, но создавалось впечатление, что Дмитрий Фёдорович всегда на ногах. Его отличали неизменная бодрость, величайшая доброжелательность к людям.

На посту наркома вооружения Д. Ф. Устинов показал себя великолепным инженером, глубоким знатоком и умелым организатором производства. Он был сторонником быстрых и смелых решений, досконально разбирался в сложнейших технических проблемах. И притом ни на минуту не терял своих человеческих качеств.
— Маршал артиллерии Н. Д. Яковлев.

## Память

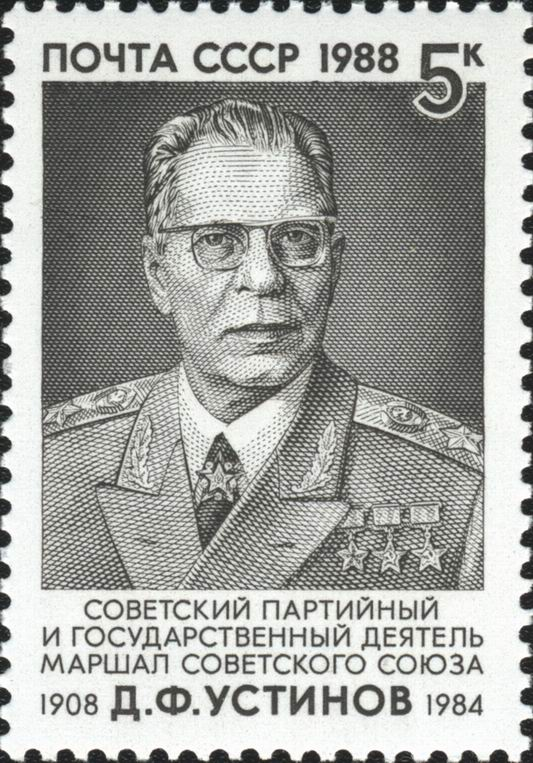
Почтовая марка СССР, 1988,

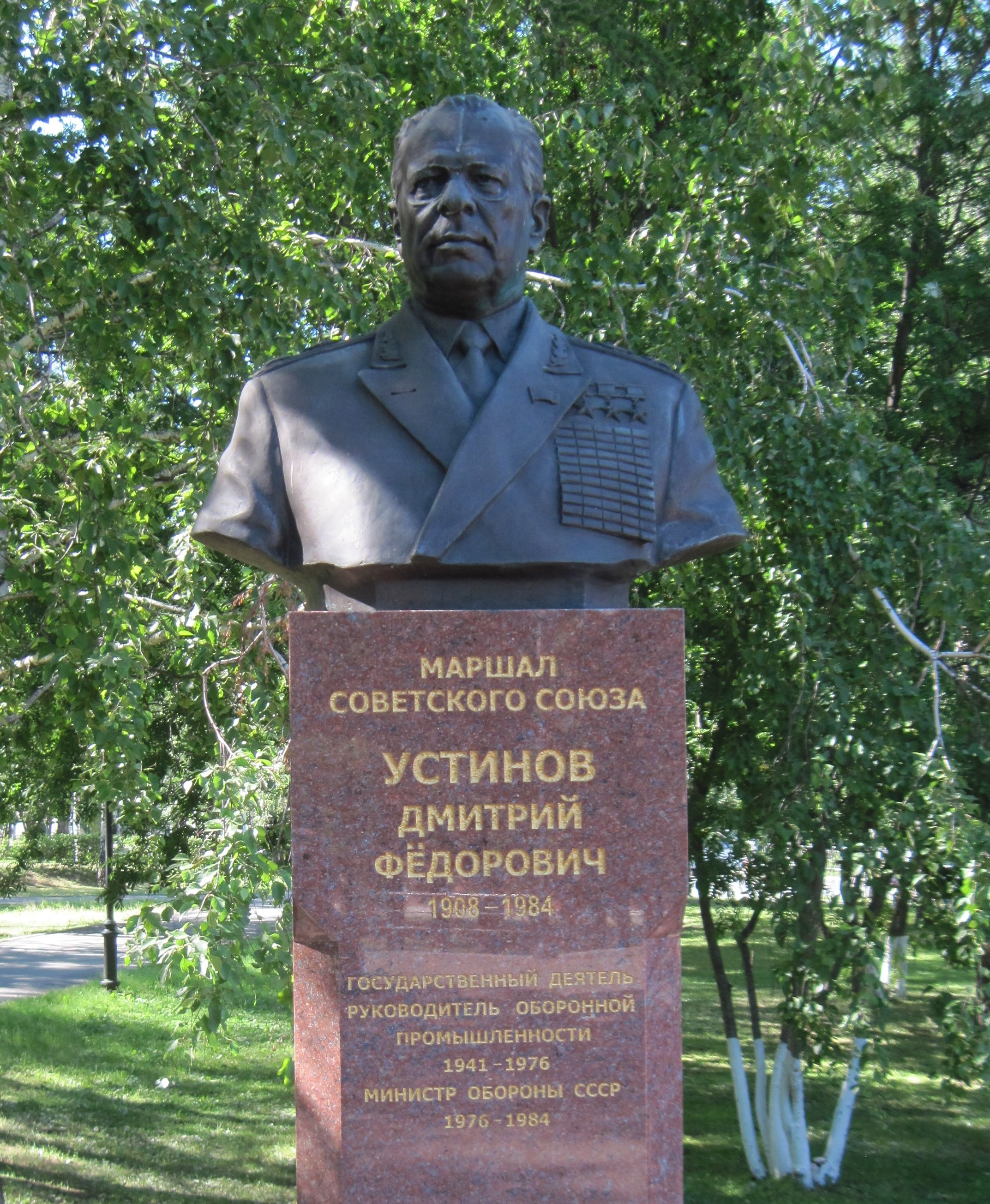
Бюст Устинова Д. Ф. в Сквере Победы в Ижевске

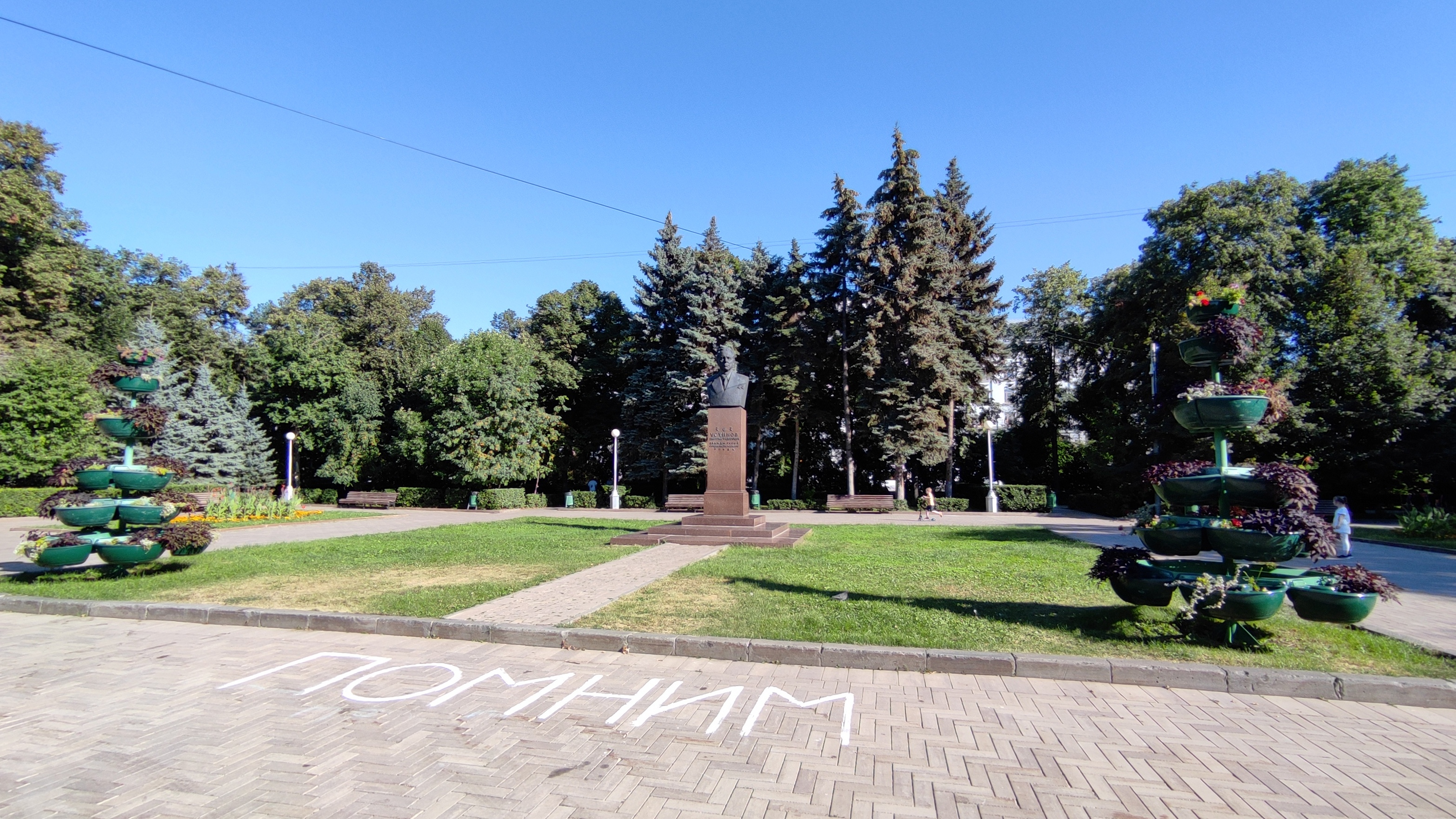
Сквер Устинова в Самаре с бронзовым бюстом в память о нём

Бюст Устинова Д. Ф. в национальном музее имени Кузебая Герда в Ижевске

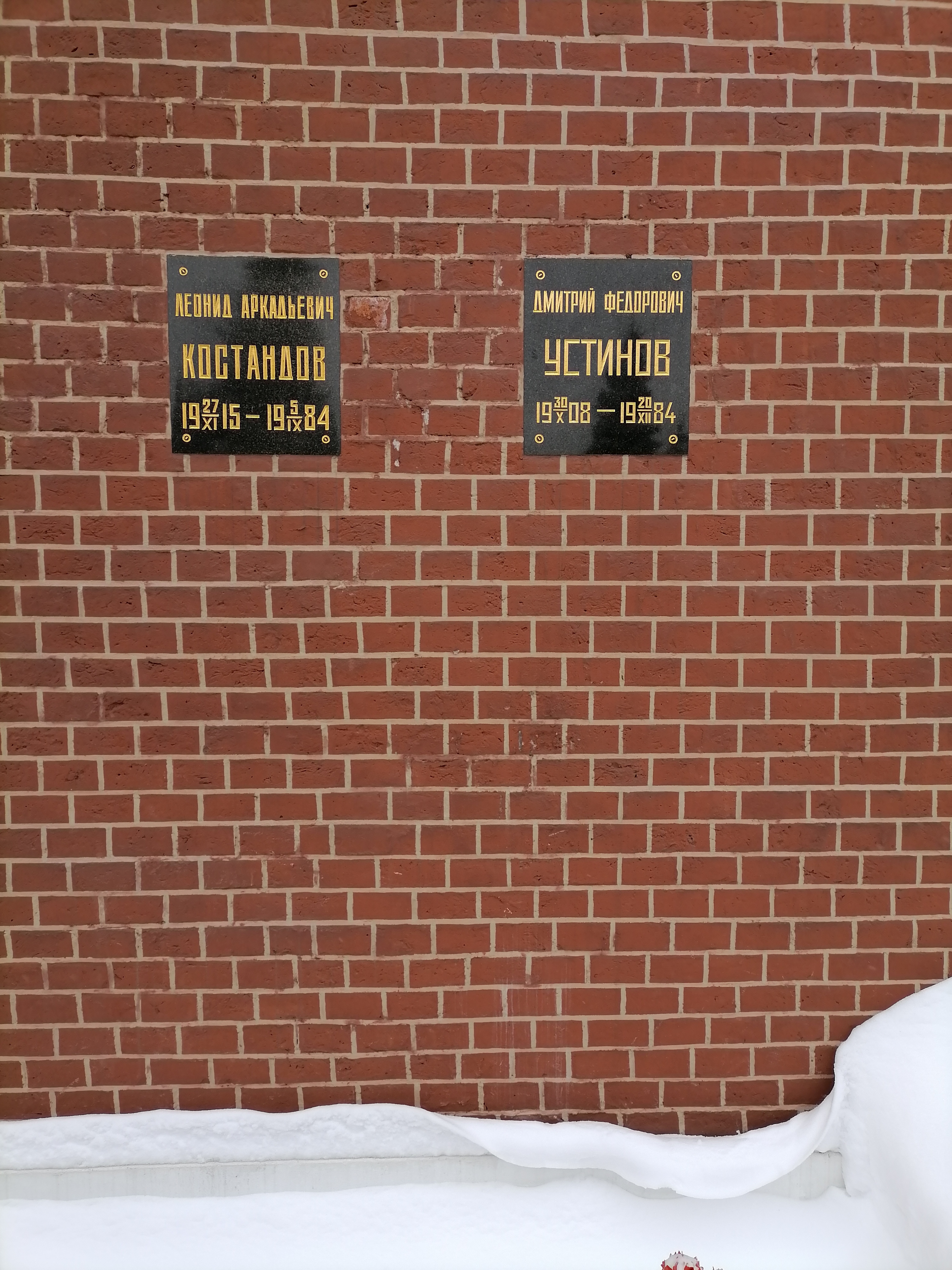
Захоронение Устинова в Кремлёвской стене

- Похороны Устинова демонстрировались по Центральному телевидению — редкость для лиц, не являвшихся руководителями партии и правительства. Он стал последним, чей прах был помещён в урне в Кремлёвскую стену (за два с лишним месяца до последних похорон у Кремлёвской стены — К. У. Черненко).
- В 1984 году город Ижевск был переименован в Устинов; необычным стало переименование столицы автономной республики (ранее в честь Брежнева и Андропова были переименованы лишь районные центры — Набережные Челны и Рыбинск соответственно). Это переименование было воспринято горожанами резко отрицательно, и уже 19 июня 1987 года Ижевску было возвращено прежнее название[22]. Затем было принято решение назвать в честь Д. Ф. Устинова вновь образованный район Ижевска, что и было закреплено постановлением Президиума Верховного Совета УАССР от 13 июня 1987 года и указом Президиума Верховного Совета РСФСР от 22 июня 1987 года — Устиновский район. 1 июля 1987 года состоялась первая сессия народных депутатов Устиновского райсовета. Официальный день рождения района — 1 июля 1987 года. В городе установлен бюст Устинова.
- В 1984 году имя Маршала Советского Союза Д. Ф. Устинова было присвоено Ленинградскому механическому институту. В настоящее время вуз, претерпев изменения в названии, по-прежнему носит имя Д. Ф. Устинова, но без упоминания воинского звания (Балтийский государственный технический университет «Военмех» имени Д. Ф. Устинова)[23].
- В 1985 году в честь Устинова переименовали Осенний бульвар в Москве, который стал улицей Маршала Устинова, но в 1990 году ему вернули прежнее название.
- Ульяновский авиационно-промышленный комплекс (УАПК) носил в советское время имя Д. Ф. Устинова. В 1992 году УАПК имени Д. Ф. Устинова был преобразован в акционерное общество (АО) «Авиастар»
- В Ульяновске имеется проспект Маршала Устинова в Заволжском районе города[24].
- В Самаре, на родине Устинова, в исторической части города в его честь назван сквер, там же установлен бюст Устинова.
- В Санкт-Петербурге в честь Устинова Д. Ф. названа улица в микрорайоне Рыбацкое.
- В состав Северного флота входит ракетный крейсер «Маршал Устинов».
- В 2012 году в Коврове было принято решение о наименовании улицы в одном из микрорайонов города и установлен бюст Устинова.
- В 2014 году в Самаре в его честь названа улица в микрорайоне Крутые Ключи (улица Маршала Устинова).
- На главном корпусе Ивановского политехнического университета (бывшего политехнического института), который окончил Д. Ф. Устинов, установлена мемориальная доска в его честь.
- До 1992 года имя носил Ракетно-космический центр «Прогресс».

## Воинские звания
- 24 января 1944 года — генерал-лейтенант инженерно-артиллерийской службы.
- 18 ноября 1944 года — генерал-полковник инженерно-артиллерийской службы.
- 29 апреля 1976 года — генерал армии.
- 30 июля 1976 года — Маршал Советского Союза.

## В культуре
- Является персонажем в романах Эдуарда Тополя «Красная площадь», «Красный газ», «Чужое лицо».

## Документальные фильмы о Дмитрии Устинове
- Исторические хроники с Николаем Сванидзе. 78-я серия. «1976 год — Дмитрий Устинов».
- «Кремлёвские дети. Дмитрий Устинов. Оборона превыше всего» — документальный фильм из цикла «Кремлёвские дети», НТВ.
- «Самарские судьбы. Дмитрий Устинов», 2008 год. Автор Виталий Добрусин — биографический фильм из цикла «Самарские судьбы».

## Киновоплощения
- Андрей Попов в художественном фильме «Укрощение огня», СССР, 1972 год.
- Борис Гусаков в киноэпопее «Битва за Москву» (чеш. Boj o Moskvu; нем. Schlacht um Moskau; вьет. Cuộc chiến ở Moskva), СССР, 1985 год.
- Юрий Стосков в художественном фильме «Серые волки», Россия, 1993 год.
- Алексей Михайлов в сериале «Красная площадь», 2004 год.
- Владимир Меньшов в сериале «Брежнев», Россия, 2005 год.
- Олег Треповский в сериале «„Кедр“ пронзает небо», Россия, 2011 год.
- Андрей Лебедев в сериале «Петля Нестерова», Россия, 2015 год.
- Александр Кузнецов в сериале «Главный», Россия, 2015 год.
- Пётр Журавлёв в сериале «Обгоняя время», Россия, 2019 год.

## Награды
Награды СССР
- Герой Советского Союза (27.10.1978);
- дважды Герой Социалистического Труда (03.06.1942, 17.06.1961);
- одиннадцать орденов Ленина (08.02.1939, 03.06.1942, 05.08.1944, 08.12.1951, 20.04.1956, 21.12.1957, 29.10.1958, 29.10.1968, 02.12.1971, 27.10.1978, 28.10.1983);
- орден Суворова I степени (16.09.1945);
- орден Кутузова I степени (18.11.1944);
- семнадцать медалей СССР;
- лауреат Ленинской премии (20.04.1982);
- лауреат Сталинской премии I степени (16.12.1953);
- лауреат Государственной премии СССР (05.02.1983).

Награды МНР
- Герой Монгольской Народной Республики (6.08.1981);
- три ордена Сухэ-Батора (1975, 1978, 1981);
- орден Боевого Красного Знамени (1983);
- шесть медалей МНР.

Награды ЧССР
- Герой Чехословацкой Социалистической Республики (30.09.1982);
- два ордена Клемента Готвальда (1978, 1982);
- орден Белого льва I степени (1977);
- две медали ЧССР.

Награда Вьетнама
- Орден Хо Ши Мина (1983).

Награды НРБ
- Два ордена «Георгий Димитров» (1976, 1983);
- семь медалей НРБ.

Награда ПНР
- Орден «Крест Грюнвальда» I степени (1976).

Награда Перу
- Орден «За заслуги перед ВВС».

Награды ВНР
- Два ордена Знамени (ВНР) с рубинами (1978, 1983);
- медаль ВНР.

Награда ДРА
- Орден «Солнце Свободы» (1982).

Награды ГДР
- Два ордена Карла Маркса (1978, 1983);
- орден Шарнхорста (1977);
- медаль ГДР.

Награда Финляндии
- Орден Белой розы I степени (1978).

Награды Республики Куба
- Орден Плайя Хирон (1983);
- две медали Кубы.